# Musée national du Moyen Âge
Musée national du Moyen Âge (Národní muzeum středověku), oficiální název Musée national du Moyen Âge – Thermes et hôtel de Cluny (Národní muzeum středověku - Lázně a palác Cluny) je francouzské národní muzeum, které se specializuje na umění středověku. Sídlí v Paříži v srdci Latinské čtvrti ve středověkém paláci postaveném na místě římských lázní. V roce 2013 muzeum navštívilo 297 323 návštěvníků. Vstup do muzea je z ulice Rue du Sommerard.

## Historie
Na místě stály v době římské Lutecie lázně, které zanikly ve 2. polovině 3. století při útocích barbarských národů. Na jejich troskách vybudoval ve 13. století klášter Cluny rezidenci pro své opaty, když pobývali v Paříži. Na konci 15. století byla budova rozšířena. Přestavbu vedl v letech 1485–1510 opat Jacques d'Amboise, jehož znak zdobí okna. Během Velké francouzské revoluce byl palác znárodněn a rozdělen mezi několik majitelů. V roce 1810 se město Paříž rozhodlo založit v bývalém frigidariu (studených lázních) muzeum starožitností. V roce 1832 archeolog a sběratel umění Alexandre du Sommerard (1779–1842) do paláce přestěhoval svou sbírku. V roce 1843 sbírku koupil stát, který tak založil muzeum středověkého umění a prvním kurátorem sbírky se stal Edmond du Sommerard.
Palác ve stylu flamboyantní (plaménkové) gotiky byl v roce 1856 zahrnut mezi historické památky a pozůstatky římských lázní jsou takto chráněny od roku 1862.

## Sbírky
Plocha muzea činí 3500 m2, z čehož 2000 m2 tvoří výstavní plocha. Muzeum ve svých sbírkách opatruje 23 000 předmětů, z nichž je vystavena zhruba desetina (2300 děl). Jedná se především o obrazy, sochy a další umělecká díla, vitráže, iluminace, tapiserie, šperky i předměty každodenní potřeby, které pocházejí od pozdní antiky do 16. století a zahrnují nejen oblast Evropy, ale také Byzantskou říši a Maghreb.
Stálou expozici tvoří:

Dáma s jednorožcem

- v prostorech galo-římských lázní jsou památky z doby pozdní antiky, především Sloup převozníků restaurovaný v roce 2003
- románské a gotické dřevěné i kamenné sochy od 12. do počátku 16. století, pocházející např. z katedrály Notre-Dame, ale také z německých zemí, Flander, Španělska či Itálie, dále architektonické prvky jako románské a gotické hlavice sloupů, portál kaple Panny Marie z kláštera Saint-Germain-des-Prés
- 70 tapiserií, včetně slavné série Dáma a jednorožec
- vitráže včetně fragmentů ze Sainte Chapelle
- 50 iluminací
- téměř 300 předmětů ze slonoviny pocházející od pozdní antiky po středověk
- obrazy francouzských, anglických, německých, španělských a vlámských malířů od 14. do 16. století
- zlatnické předměty (relikviáře, smalt, šperky, slavné basilejské antependium)[1]
- zbraně, zbroj a další předměty vztahující se k válce
- předměty denní potřeby (nábytek, nádobí, hřebeny, pečetě, zámky, hračky...)
- množství náboženských předmětů pocházejících z Champdeuil